# Alicher Ousmanov

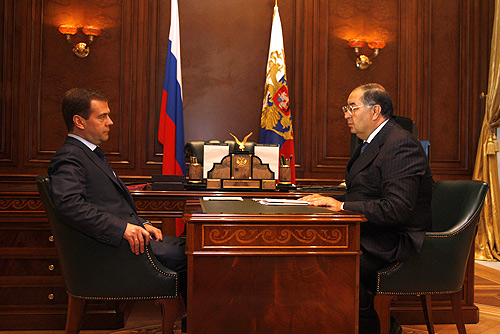
Avec Dimitri Medvedev.

Alicher Bourkhanovitch Ousmanov (en russe : Алишер Бурханович Усманов / Ališer Burxanovič Usmanov ; en ouzbek : Alisher Burhonovich Usmonov) est un homme d'affaires russe d'origine ouzbèke né le 9 septembre 1953 à Tchoust dans l'oblast (aujourd'hui viloyat) de Namangan de la république socialiste soviétique d'Ouzbékistan. La fortune d'Ousmanov est estimée à 14,1 milliards de dollars américains en 2022. En 2012, il a annoncé son retrait progressif de la gestion d'entreprise et sa "retraite". Il est président de la Fédération internationale d'escrime (FIE) à partir de 2008. En 2022, il suspend temporairement ses fonctions. Ousmanov est réélu président en novembre 2024 mais se retire à nouveau quelques jours plus tard.

## Famille et formation
Alicher Ousmanov grandit dans une famille musulmane à Tchoust, dans l'est de l'Ouzbékistan. Il est le fils de Burhon Ousmanov, ancien procureur de la ville de Tachkent, l'aîné de quatre enfants. Passionné par Les Trois Mousquetaires d'Alexandre Dumas, il veut faire de l'escrime son métier. Malgré d'honnêtes résultats en junior, son père, l'imaginant diplomate, l'oblige à intégrer l'Institut d'État des relations internationales de Moscou en 1976.

## Carrière professionnelle
Une fois diplômé, il retourne à Tachkent, où il travaille au Comité soviétique pour la paix.
Dans les années 1980, il est condamné pour corruption et passe 6 ans en prison. Cette condamnation est ensuite annulée en 2000 par la Cour suprême de l'Ouzbékistan et Alicher Ousmanov a été réhabilité et la peine a été jugée fausse et illégale ,.
Il a réalisé son premier capital dans la production de sacs en polyéthylène en créant la coopérative AGROPLAST en 1987. La production est installée dans une usine près de Moscou et le premier fournisseur d'équipement est la société ouest-allemande Plastik Machinenbau. Les sacs en plastique étant très rares en Union soviétique, l'investissement a été couronné de succès et a permis à Ousmanov d'obtenir un bon rendement,,.
Ousmanov fait fortune dans l'industrie métallurgique au travers de son conglomérat Metalloinvest. De 1994 à 1998, Usmanov a été à la tête d'Interfin, une société d'investissement et de financement interbancaire. Dès cette époque, il a commencé à investir dans des actions d'entreprises métallurgiques. Acquis des participations majoritaires dans l'usine électrométallurgique d'Oskol (OEMK) et l'usine d'extraction et de traitement de Lebedinsky. En 2005, il a également acquis des actions de Mikhailovsky GOK et de la marque Metalloinvest. Sous ce nom, tous les actifs métallurgiques ont été regroupés au sein d'une société holding.
En 2000, il devient aussi directeur général de Gazprominvestholding, la holding chargée des investissements de Gazprom, jusqu'en 2014.
Il est aussi propriétaire de l'influent quotidien économique russe Kommersant depuis le 30 août 2006. Gazprom a tenu a préciser que cet investissement était fait à titre personnel par Ousmanov. Dans la foulée, il acquiert 7 chaînes de télévision nationales et 33 stations régionales, qui ont été vendues par la suite.
En mai 2009, il devient le premier investisseur privé de Facebook à travers Digital Sky Technologies (DST). Le fonds d'investissement vend en juin pour 1,2 milliard d'euros d'actions, 3 semaines après l'introduction en bourse du réseau social. Il possédait aussi des parts dans Groupon, Zynga et Airbnb.
Son portefeuille d’actifs inclut aussi la Compagnie minière du Udokan Copper, qui exploite le gisement de cuivre d’Oudokan.
En 2012, la société USM Holding a été créée, regroupant les principaux actifs de Alicher Ousmanov et de ses partenaires (Metalloinvest, Megafon, Udokan Copper, Akkerman Cement). La part d'Ousmanov dans la holding est de 49 %,. Dans le même temps, le milliardaire a annoncé son intention de se retirer des affaires et de se consacrer à des activités caritatives.

## Mécénat sportif et artistique
Il a par ailleurs été président de la Confédération européenne d'escrime, ainsi que président de la fédération d'escrime de Russie. Il a fondé la Fondation internationale de bienfaisance « Pour l'avenir de  l'escrime » et le Fonds d'aide aux vétérans de l'escrime,. Le 6 décembre 2008, il est élu président de la Fédération internationale d'escrime en remplacement du Français René Roch. Quatre ans plus tard, il est réélu sans opposition, puis de nouveau en 2016 et 2020. Au sein de la FIE, il a lancé des réformes majeures, notamment la réorganisation structurelle et financière de la fédération, l'optimisation du système de règles, le rééquipement des athlètes et l'amélioration du spectacle des compétitions. Les Jeux olympiques de Tokyo ont été un grand succès pour l'escrime internationale, où 12 séries de médailles (au lieu de 10 auparavant) ont été disputées pour la première fois. À la suite de l'invasion de l'Ukraine par la Russie, il suspend temporairement ses fonctions le 1er mars 2022,. Cette suspension est décrite comme forcée par plusieurs médias. La présidence est assurée à titre intérimaire par le Grec Emmanuel Katsiadakis (uk). Ousmanov est réélu à la présidence de la FIE en novembre 2024 mais annonce à nouveau son retrait quelques jours plus tard.
En septembre 2007, Ousmanov devient, via sa holding Red & White, le deuxième plus gros actionnaire du club de football londonien d'Arsenal avec 21 % des actions. La holding d'Ousmanov est dirigée par David Dein, l'ancien vice-président des Gunners. Certaines rumeurs font part de la volonté d'Ousmanov de devenir actionnaire majoritaire dans le club. Le 22 février, il porte sa part à 24 % des parts (deuxième derrière Daniel Fiszman avec 24,11 %). En 2018, il vend ses 30 % de parts d'Arsenal à Stan Kroenke pour 550 millions de livres.
Le 17 septembre 2007, Ousmanov paie plus de 24 millions d'euros la collection d'art russe du violoncelliste Mstislav Rostropovich et l'offre à l'État russe. Cette collection se trouve aujourd'hui au palais Constantin de Strelna.
Le 16 octobre 2015, il annonce vouloir investir une somme d'environ 100 millions de dollars dans l'équipe de sport électronique russe Virtus Pro via sa société USM Holdings.

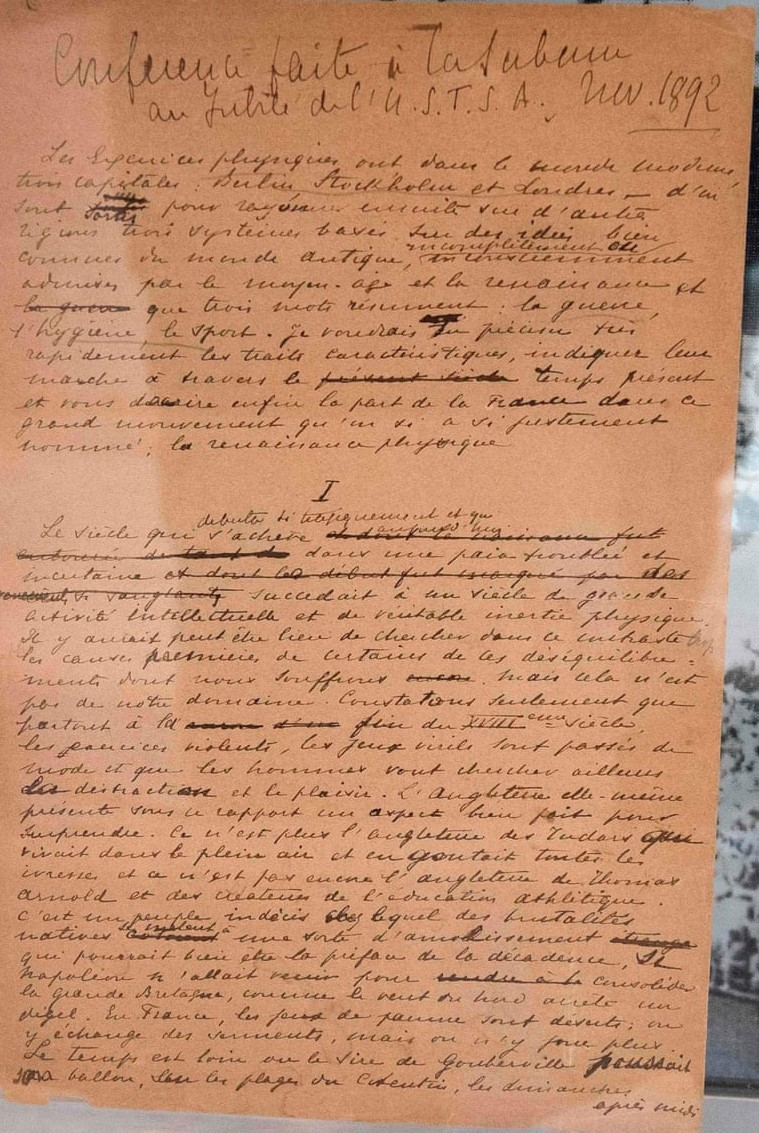
Manuscrit du projet de Jeux olympiques modernes de Pierre de Coubertin (discours du 25 novembre 1892).

Il accorde la somme de 100 millions de dollars (86 millions d’euros) pour la restauration et la construction de différents sites en Ouzbékistan, dans les régions de Tachkent, de Samarcande et de Boukhara (construction et équipement du Centre de la civilisation islamique, chantiers de restauration à Boukhara).
Il prend sous sa tutelle le club de football des Pakhtakor de Tachkent et investit pour la construction du nouveau stade.
Il est mentionné en novembre 2017 dans les Paradise Papers. Certains médias ont mal interprété l'achat par l'homme d'affaires iranien et partenaire de Ousmanov, Farhad Moshiri, d'actions du club de football d'Everton, et ont écrit qu'Ousmanov possédait secrètement des actions d'Everton. Les deux hommes d'affaires ont réfuté ces spéculations, affirmant que Ousmanov n'avait rien à voir avec l'investissement de Moshiri dans le club,,.
Le 18 décembre 2019, il achète aux enchères chez Sotheby's à New York le manuscrit original du manifeste ayant servi au discours fondateur de Pierre de Coubertin du 25 novembre 1892, pour un montant record de 8,8 millions de dollars. Le 10 février 2020, le Comité international olympique annonce que l'acquéreur lui a offert le manuscrit, tout en souhaitant que celui-ci soit exposé au musée olympique de Lausanne.

## Vie privée
En 1992, il épouse Irina Viner, entraîneuse de l'équipe russe de gymnastique, qu'il a connue à l'école des sports de Tachkent. 6 juillet 2022 Ousmanov et Viner enregistrent leur divorce.

## Propriétés

### Propriété en Allemagne
Les médias ont attribué à Ousmanov la propriété de nombreux actifs. Il a été écrit que le milliardaire possède une maison à Rottach-Egern sur les berges du lac Tegern en Bavière. Ousmanov se défend d'être le propriétaire de cette maison, arguant qu'elle fait partie d'un fonds familial. Une perquisition par la police allemande se déroule dans cette maison le 21 septembre 2022 dans le cadre d'une enquête pour blanchiment d'argent. Le 12 mai 2023, la cour d'appel du Land (de) basée à Francfort-sur-le-Main invalide et annule des ordres de perquisition dans des propriétés que les procureurs allemands ont liées à Ousmanov : des villas au bord du lac Tegern, un appartement dans la banlieue de Francfort et d'autres propriétés en Allemagne, ainsi que le yacht Dilbar dans le port de Brême,. Un Tribunal allemand a confirmé que ces allégations étaient fausses et a interdit aux médias de désigner Ousmanov comme le propriétaire de la villa. En novembre 2024, le Bureau du Procureur général de Francfort-sur-le-Main a abandonné son enquête sur Ousmanov. Ousmanov a fait une donation volontaire de 4 millions d'euros répartis entre des organisations caritatives et au profit de l'État. La clôture de l'affaire ne constitue pas un aveu de culpabilité. Les avocats d'Ousmanov ont déclaré qu'après plus de deux ans et demi, l'enquête n'avait pas réussi à prouver les accusations portées contre lui.

### Yacht Dilbar
Les médias rapportent également que Alicher Ousmanov est le propriétaire de plusieurs yachts, notamment le Dilbar, long de 156 m, qui a coûté 600 millions de dollars. Certaines sources affirment que la sœur d'Ousmanov en est la propriétaire. Selon le porte-parole de Ousmanov, le yacht "a été transféré depuis longtemps au trust familial" et n'appartient ni à Ousmanov ni à sa sœur.  Ce yacht a été gelé dans le port de Hambourg en mars 2022. Der Spiegel, citant le ministère de l'économie de Hambourg, a affirmé qu'aucun yacht n'avait été saisi dans le port. Toutefois, la publication a noté qu'indépendamment de son statut officiel, il était peu probable que le yacht puisse quitter le port. Le yacht est transporté du port de Hambourg à celui de Brême en septembre 2022.

### Avoirs
Alicher Ousmanov est un important client de Credit Suisse et Julius Baer. Au total, de 2012 à 2017, 700 millions de dollars auraient circulé entre ses comptes dans les deux établissements. L'indice Bloomberg des milliardaires évalue sa fortune à 18,3 milliards de dollars.

### Autres
Les médias affirment également que Alicher Ousmanov possède un Airbus A340 estimé à plus de 310 millions de francs suisses. Les représentants du milliardaire réfutent la propriété de l'avion et soulignent qu'il s'agit de la propriété d'un trust.